# Ballina (region)
Ballina är en kommun i Australien. Den ligger i delstaten New South Wales, i den sydöstra delen av landet, omkring 600 kilometer norr om delstatshuvudstaden Sydney. Antalet invånare är 41 335.
Följande samhällen finns i Ballina:
- Ballina
- Lennox Head
- East Ballina
- Alstonville
- Wollongbar
- Meerschaum Vale
- Tintenbar
- Newrybar
- Empire Vale
- Pimlico
- Brooklet
- Cumbalum

Trakten runt Ballina består till största delen av jordbruksmark. Genomsnittlig årsnederbörd är 1 858 millimeter. Den regnigaste månaden är januari, med i genomsnitt 298 mm nederbörd, och den torraste är oktober, med 40 mm nederbörd.